# Palacio de Gobierno de Jalisco
El Palacio de Gobierno de Jalisco está ubicado en el centro de la ciudad de Guadalajara, capital del estado de Jalisco, México. Más precisamente en la manzana delimitada por las calles Pedro Moreno, Maestranza, Ramón Corona y Morelos frente a la Plaza de Armas. 

## Historia
El terreno, donado para su construcción pertenecía al Alarife Martín Casillas, quién construyó la Catedral Metropolitana. Construido para 1650, el palacio era un sencillo edificio de adobe, pero se derrumbó por un terremoto en 1750. Carlos IV de España había prohibido la producción de bebidas alcohólicas en el Virreinato de Nueva España, incluyendo el mezcal. Sin embargo, los productores continuaron produciendo bebidas alcohólicas de manera clandestina para satisfacer las necesidades de la sociedad novohispana. Con impuestos derivados de estos productos, con el apoyo del sacerdote Matías Ángel de la Mota Padilla, se inició la construcción del nuevo edificio en 1750 con cantera dorada de la barranca de Huentitán. Inaugurado en 1790, fue conocido como el Palacio de la Real Audiencia por albergar las salas de la Real Audiencia de Guadalajara. Originalmente la sede de la real audiencia estaba ubicada en el mismo solar que ocupa el templo de San Agustín, frente a la Plaza Fundadores.
En 1810 al inicio de la guerra de independencia de México, Miguel Hidalgo y Costilla arribó a la ciudad el 26 de noviembre. Se alojó en el palacio, donde se organizó una recepción, en la que apareció vestido de «alteza» (con una sotana galonada y una banda a través del pecho) y acompañado de dos muchachas, al tiempo que seguía recibiendo el besamano de todos los notables de la ciudad. Desde entonces el palacio fungió por primera vez como Palacio Nacional de México. Hidalgo se dedicó acorde al fin principal del movimiento, a la creación de un gobierno nacional. Su acción más importante durante ese tiempo fue expedir el decreto contra la esclavitud, las gabelas y el papel sellado, donde declaró abolida la esclavitud en la Nueva España el 6 de diciembre. Los realistas se aproximaban a la ciudad, entonces Hidalgo y los demás insurgentes abandonaran la ciudad el  14 de enero de 1811.
En 1855 el gobernador conservador Manuel Gamboa se adhirió al Plan de Ayutla, firmando el documento en este edificio.
En 1858 durante la guerra de Reforma, el presidente liberal Benito Juárez llegó a Guadalajara el 14 de febrero, el aniversario de la fundación de dicha ciudad, acompañado de su gabinete en pleno y algunos miembros del Congreso. Juárez se hospedó en el Hotel Francés que se ubica a espaldas del palacio. Con el gobierno nacional temporalmente en el palacio, éste fungió por segunda vez como Palacio Nacional de México. Durante una reunión de gabinete en el palacio, Juárez casi fue víctima de una traición. El ministro Guillermo Prieto salvó la vida de Juárez anteponiéndose a su persona y gritando su famosa frase de «los valientes no asesinan» cuando el conservador Filomeno Bravo había dado la orden a soldados del 5° regimiento de fusilar al presidente.
En 1859 hubo una explosión en la parte norte del edificio que quedó destruida. Escaparon con vida del incendio los generales conservadores Leonardo Márquez y Miguel Miramón. Debido al incendio en el recinto, el gobernador de Jalisco instaló su despacho dentro del antiguo seminario y ahora Museo Regional de Guadalajara, fungiendo ese edificio temporalmente como sede del poder ejecutivo estatal.
El 30 de enero de 1915, un integrante de las huestes  villistas destacadas en Guadalajara y comandadas por el coronel Jesús Medina, disparó desde la plaza de armas, creando un orificio entre el V y el VI del reloj, dejando de funcionar hasta que fue restaurado con una réplica.
De 1873 hasta 1982, con algunas breves excepciones, el Congreso del Estado de Jalisco compartía el recinto con el poder ejecutivo estatal, hasta que se mudó a su nueva sede en el palacio legislativo. Hoy en día el recinto permanece como sede del gobernador en turno.

## Exposición
El museo, inaugurado el 18 de mayo de 2021, cuenta con ocho salas permanentes que se enfocan en tres temas: La historia, la arquitectura del edificio y sobre el maguey. También cuenta con tres salas temporales.
- La primera sala es sobre la parte final de la época virreinal y la independencia de México, donde el cura Miguel Hidalgo y Costilla tomó relevancia porque Guadalajara jugó un papel crucial en la insurgencia contra los españoles.
- La segunda sala se encuentra un proyector con asientos para que los visitantes puedan sumergirse en la vida de esos tiempos.
- La tercera sala es sobre el porfiriato y el asesinato de Ramón Corona.
- La cuarta sala es sobre la Revolución mexicana
- La quinta sala es sobre el legado de José Clemente Orozco en el edificio. Destacan sus obras el mural Hidalgo incendiario y el fresco La gran legislación revolucionaria mexicana.[17]

## Galería

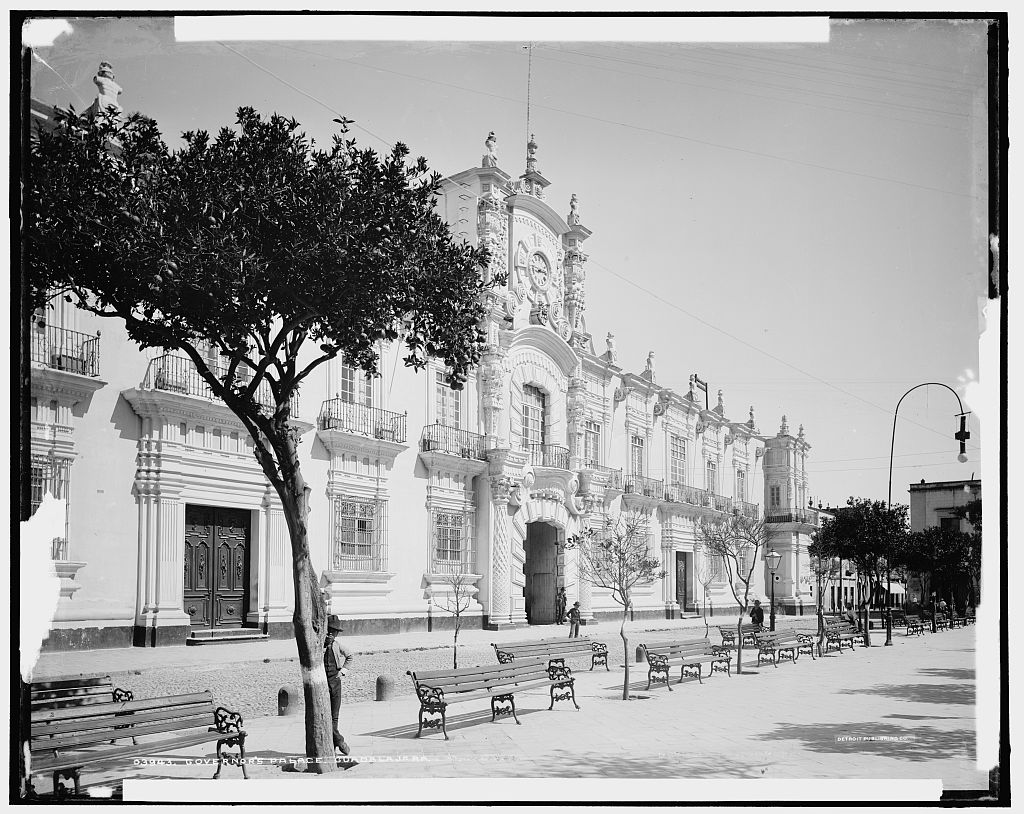
El palacio circa 1890.
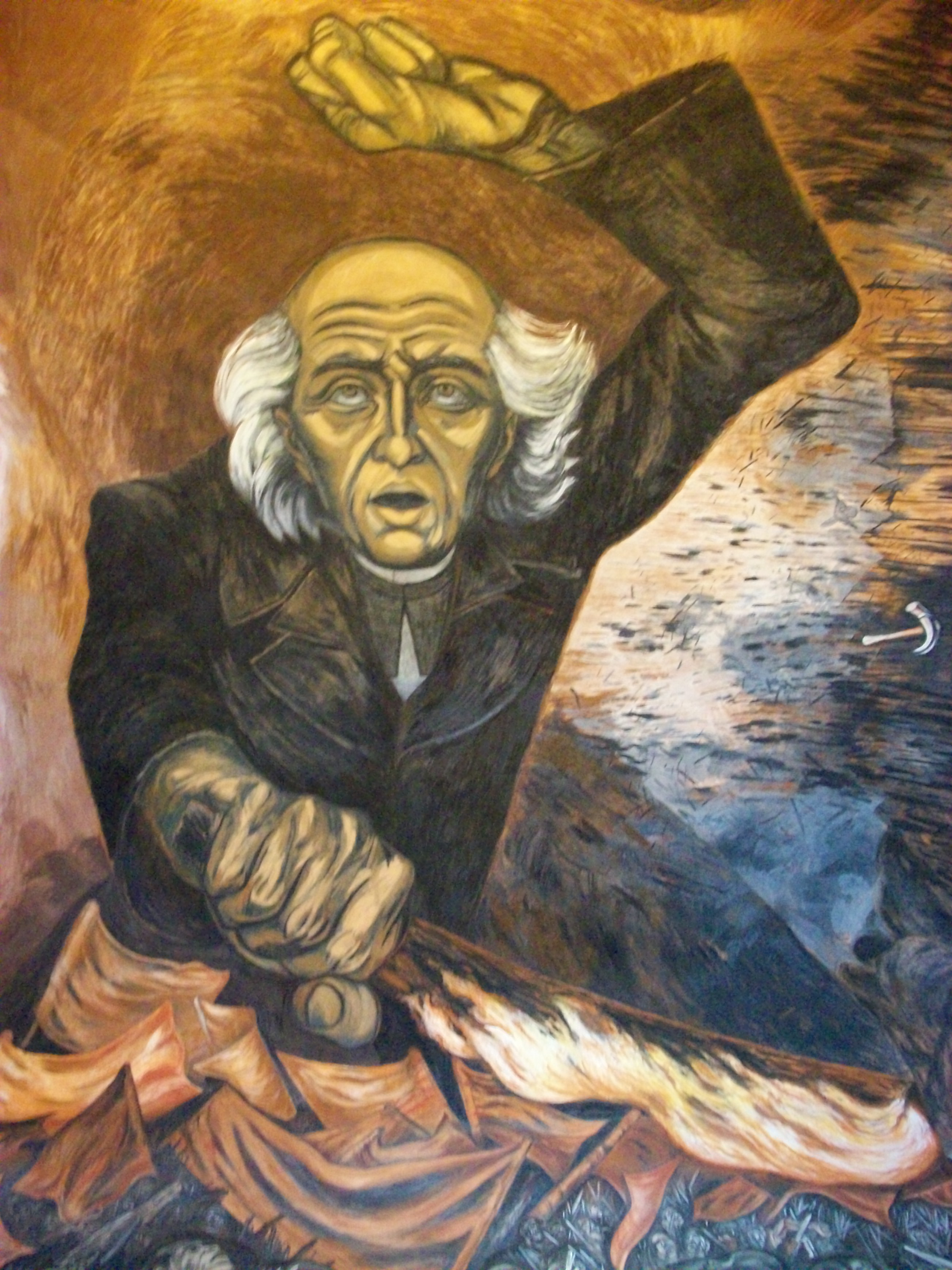
Hidalgo incendiario.
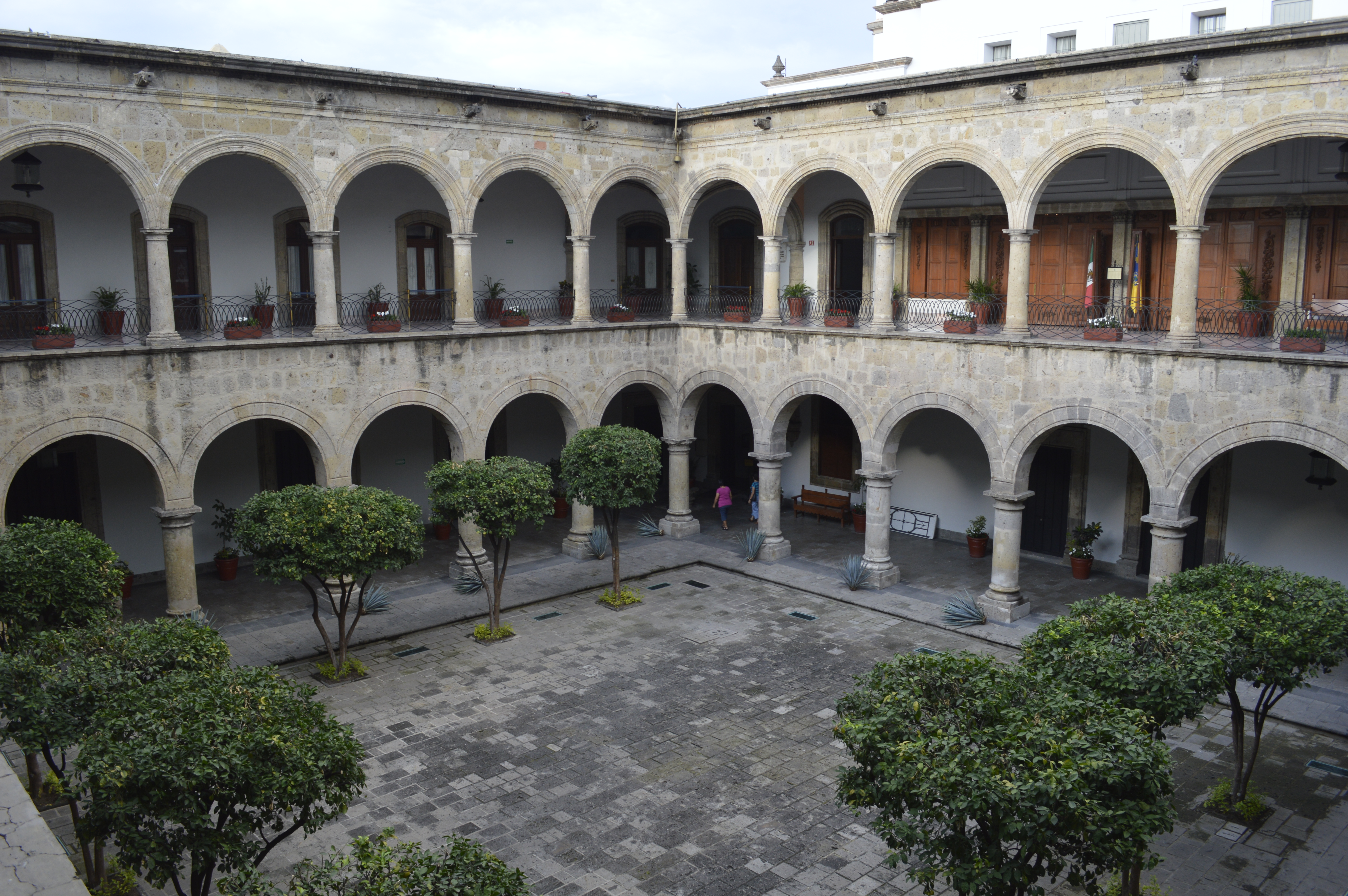
El patio central.
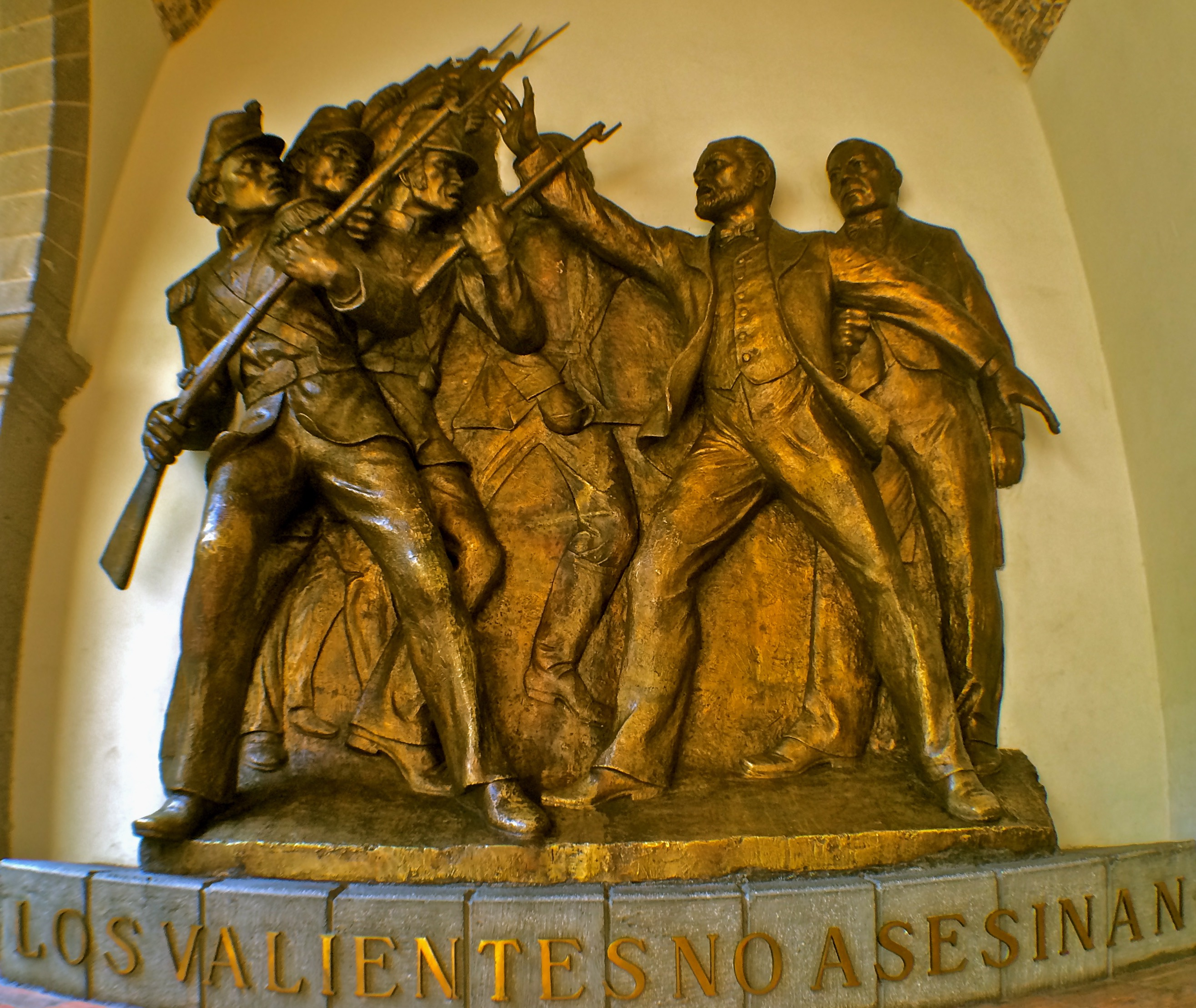
Escultura que hace referencia al momento en que casi muere el presidente Juárez.
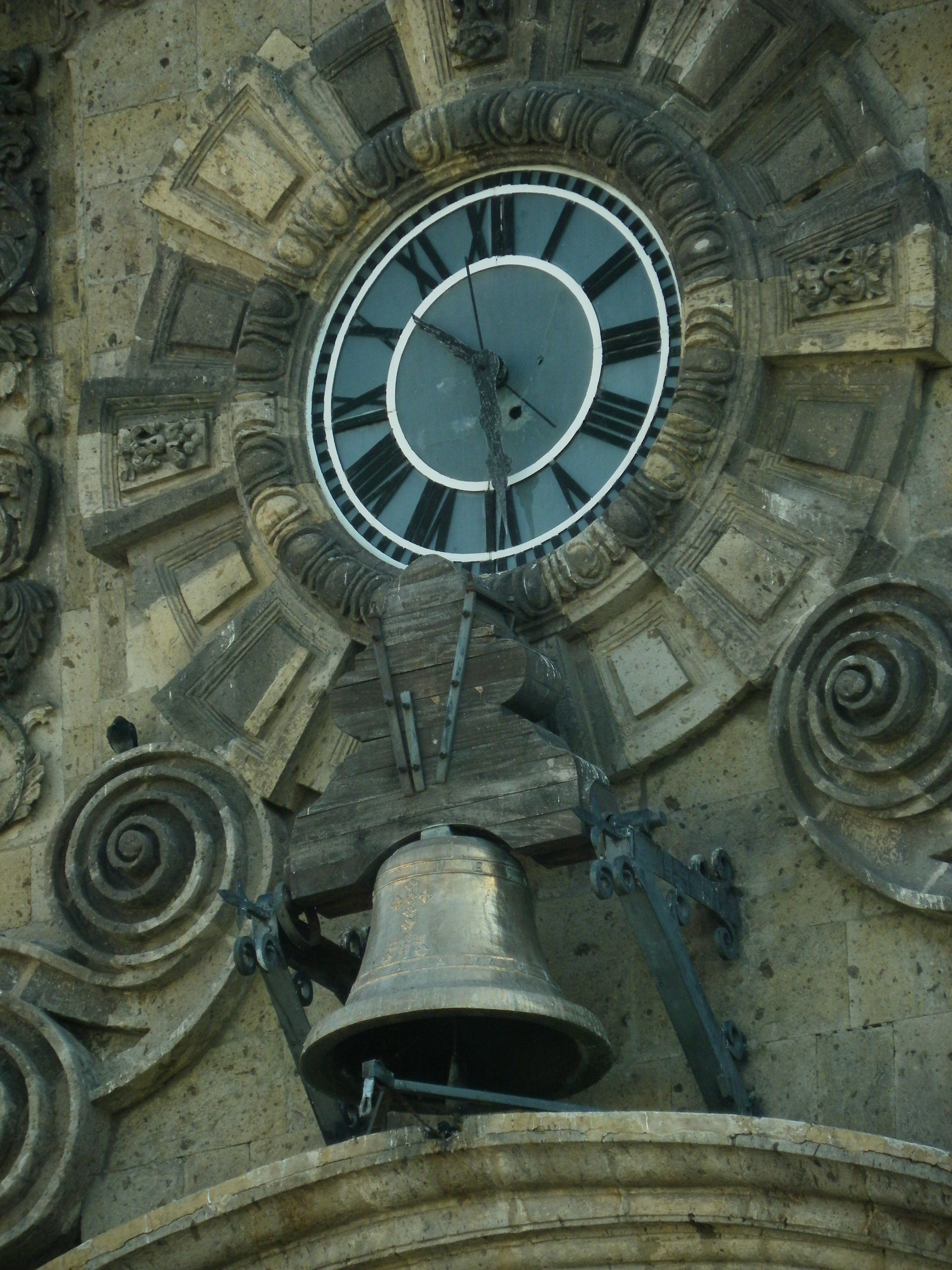
El reloj tiene un orificio.
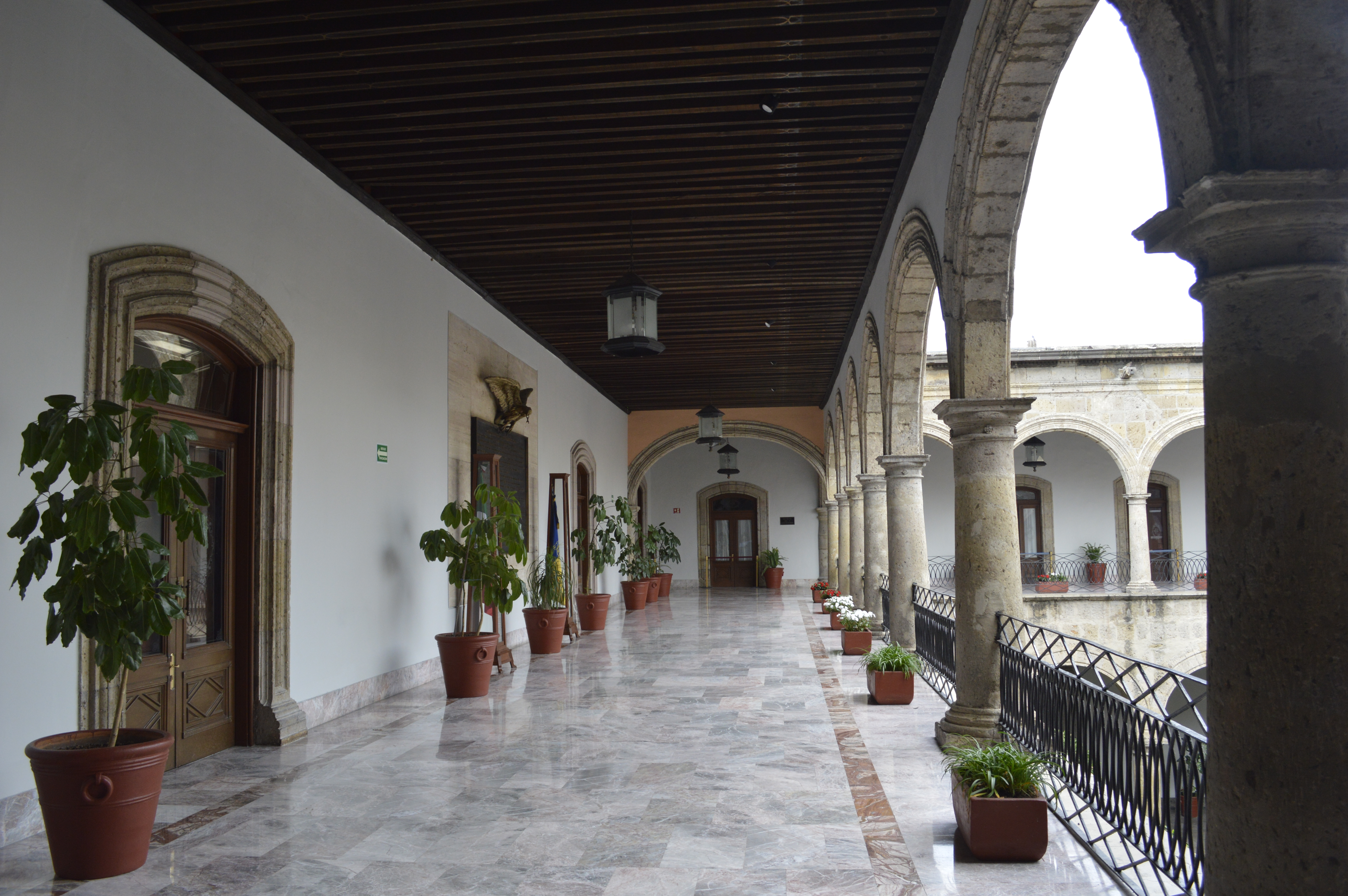
Un pasillo.
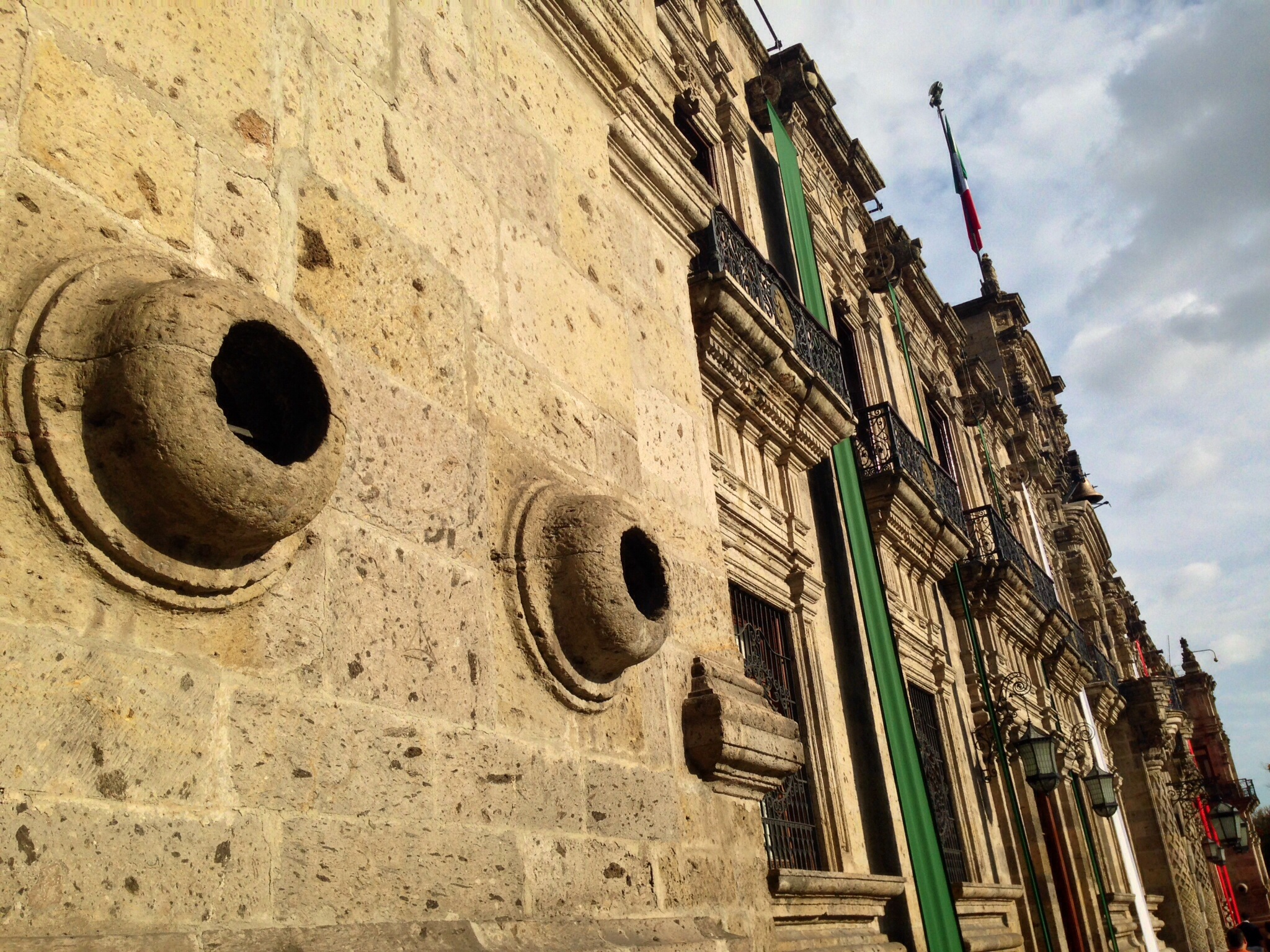
Oráculo para disparar cañones.
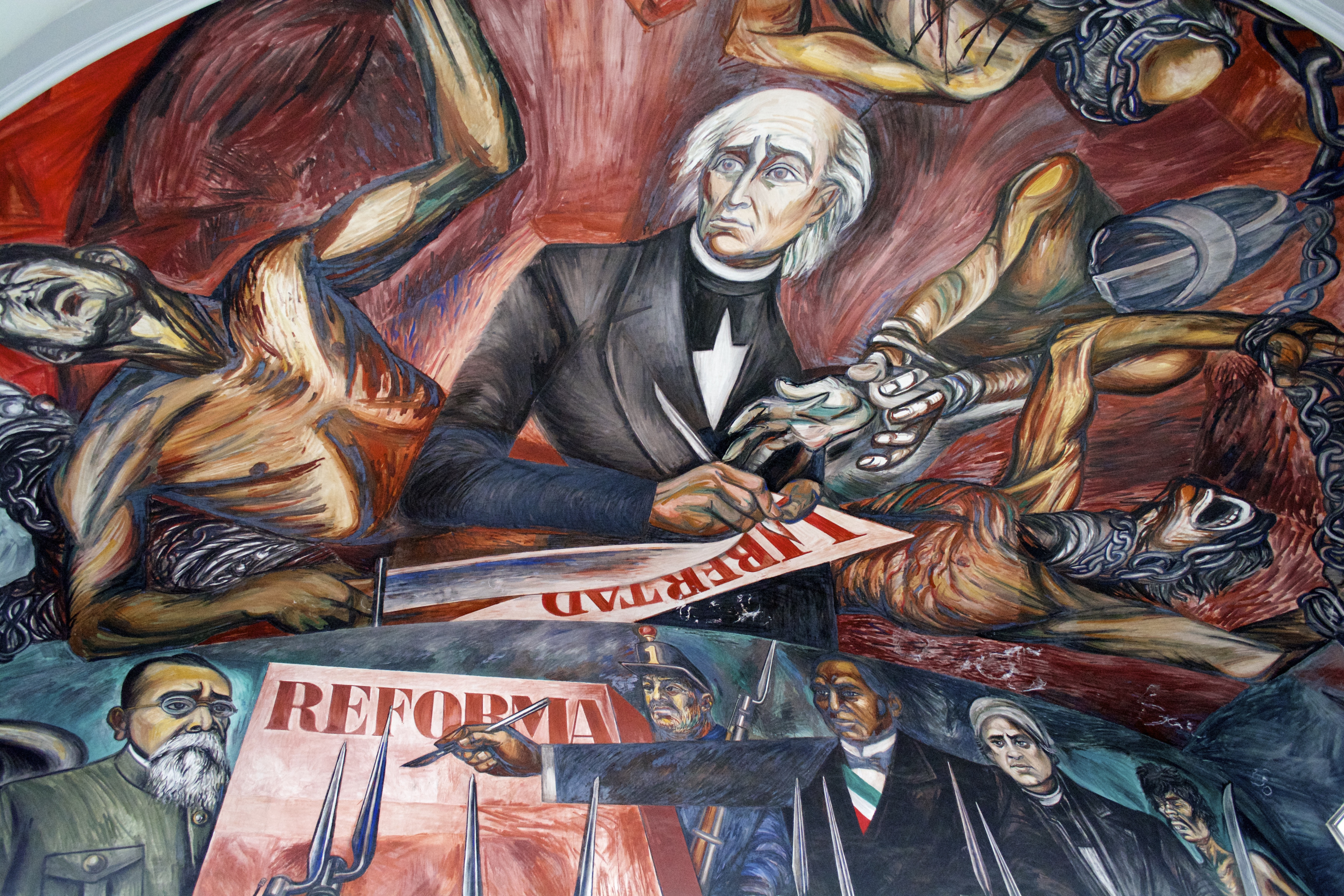
La gran legislación revolucionaria.